# Peter Berger (wioślarz)
Peter Berger (ur. 16 października 1949 w Konstancji) – niemiecki wioślarz reprezentujący RFN, złoty medalista olimpijski oraz mistrz świata.

## Kariera
Wystąpił na igrzyskach olimpijskich w Meksyku w 1968, odpadając w repasażach pierwszej rundy w czwórkach ze sternikiem. Na rozgrywanych cztery lata później igrzyskach olimpijskich w Monachium osada RFN w składzie: Peter Berger, Hans-Johann Färber, Gerhard Auer, Alois Bierl i Uwe Benter (sternik) zdobyła złoty medal w tej samej konkurencji. W finale o 1,45 sekundy pokonali osadę NRD, a o 3,79 sekundy wyprzedzili osadę Czechosłowacji.
W czwórkach ze sternikiem Peter Berger, Hans-Johann Färber, Gerhard Auer, Alois Bierl i Stefan Voncken (sternik) zdobyli też złoty medal na mistrzostwach świata w St. Catharines (1970).
Ponadto zwyciężał w czwórkach ze sternikiem na mistrzostwach Europy w Klagenfurcie (1969) i mistrzostwach Europy w Kopenhadze (1971).
Odznaczony Srebrnym Liściem Laurowym, najwyższym sportowym odznaczeniem państwowym.